# 指定保育士養成施設
指定保育士養成施設（していほいくしようせいしせつ）は、厚生労働大臣の指定する保育士を養成する学校その他の施設である。

## 概要
児童福祉法第18条の6第1号にて規定される。この施設へ入学し、指定された科目の授業に全て参加し、保育園と児童福祉施設での校外実習を両方とも全て終了し、卒業すると、保育士国家試験の受験が免除され、誰でも必ず保育士資格を取得することができる。保育士資格は、他に、都道府県の実施する保育士試験を受験して合格することでも取得できる。
多くの大学（短期大学を含む）、専修学校が指定保育士養成施設の指定を受けている。施設によっては、夜間部や通信教育部を設置しているものもある（このページの一番下で確認）。

## 学校一覧

### 大学
2021年現在、大学である指定保育士養成所は、募集停止校、および通信制を除き243校存在する。

#### 北海道
| 学校名         | 学部名       | 学科名         | 専攻・コース名 | 所在地         |
| -------------- | ------------ | -------------- | -------------- | -------------- |
| 名寄市立大学   | 保健福祉学部 | 社会保育学科   |                | 北海道名寄市   |
| 札幌学院大学   | 人文学部     | こども発達学科 |                | 北海道江別市   |
| 札幌国際大学   | 人文学部     | 心理学科       | 子ども心理専攻 | 北海道札幌市   |
| 星槎道都大学   | 社会福祉学部 | 社会福祉学科   | 保育士養成課程 | 北海道北広島市 |
| 藤女子大学     | 人間生活学部 | 子ども教育学科 |                | 北海道石狩市   |
| 北海道文教大学 | 人間科学部   | こども発達学科 |                | 北海道恵庭市   |
| 北翔大学       | 教育文化学部 | 教育学科       | 幼児教育コース | 北海道江別市   |

#### 東北地方
| 学校名             | 学部名         | 学科名             | 専攻・コース名         | 所在地             |
| ------------------ | -------------- | ------------------ | ---------------------- | ------------------ |
| 柴田学園大学       | 生活創生学部   | こども発達学科     |                        | 青森県弘前市       |
| 岩手県立大学       | 社会福祉学部   | 人間福祉学科       | 保育士養成課程         | 岩手県滝沢市       |
| 盛岡大学           | 文学部         | 児童教育学科       | 保育・幼児教育コース   | 岩手県滝沢市       |
| 宮城学院女子大学   | 教育学部       | 教育学科           | 幼児教育専攻           | 宮城県仙台市       |
| 尚絅学院大学       | 心理・教育学群 | 子ども学類         |                        | 宮城県名取市       |
| 石巻専修大学       | 人間学部       | 人間教育学科       |                        | 宮城県石巻市       |
| 仙台大学           | 体育学部       | 子ども運動教育学科 |                        | 宮城県柴田郡柴田町 |
| 仙台白百合女子大学 | 人間学部       | 人間発達学科       | 子ども発達専攻         | 宮城県仙台市       |
| 東北福祉大学       | 教育学部       | 教育学科           | 初等教育専攻           | 宮城県仙台市       |
| 東北福祉大学       | 総合福祉学部   | 社会福祉学科       |                        | 宮城県仙台市       |
| 秋田大学           | 教育文化学部   | 学校教育課程       |                        | 秋田県秋田市       |
| 東北文教大学       | 人間科学部     | 子ども教育学科     |                        | 山形県山形市       |
| 福島大学           | 人文社会学群   | 人間発達文化学類   | 心理学・幼児教育コース | 福島県福島市       |
| 福島学院大学       | 福祉学部       | こども学科         |                        | 福島県福島市       |

#### 関東地方
| 学校名             | 学部名                         | 学科名                       | 専攻・コース名                   | 所在地             |
| ------------------ | ------------------------------ | ---------------------------- | -------------------------------- | ------------------ |
| 茨城キリスト教大学 | 文学部                         | 児童教育学科                 | 幼児保育専攻                     | 茨城県日立市       |
| 宇都宮共和大学     | 子ども生活学部                 | 子ども生活学科               |                                  | 栃木県宇都宮市     |
| 白鷗大学           | 教育学部                       | 発達科学科                   | 児童教育専攻幼児教育・保育コース | 栃木県小山市       |
| 育英大学           | 教育学部                       | 教育学科                     | 児童教育専攻                     | 群馬県高崎市       |
| 群馬医療福祉大学   | 社会福祉学部                   | 社会福祉学科                 | 子ども専攻                       | 群馬県前橋市       |
| 高崎健康福祉大学   | 人間発達学部                   | 子ども教育学科               | 保育・教育コース                 | 群馬県高崎市       |
| 東京福祉大学       | 社会福祉学部                   | 社会福祉学科                 | 保育児童福祉専修                 | 群馬県伊勢崎市     |
| 東京福祉大学       | 保育児童学部                   | 保育児童学科                 |                                  | 群馬県伊勢崎市     |
| 埼玉大学           | 教育学部                       | 学校教育教員養成課程         | 乳幼児教育コース                 | 埼玉県さいたま市   |
| 浦和大学           | こども学部                     | こども学科                   |                                  | 埼玉県さいたま市   |
| 埼玉学園大学       | 人間学部                       | 子ども発達学科               |                                  | 埼玉県川口市       |
| 埼玉県立大学       | 保健医療福祉学部               | 社会福祉子ども学科           |                                  | 埼玉県越谷市       |
| 十文字学園女子大学 | 教育人文学部                   | 幼児教育学科                 |                                  | 埼玉県新座市       |
| 十文字学園女子大学 | 人間生活学部                   | 人間福祉学科                 | 社会福祉・保育コース             | 埼玉県新座市       |
| 淑徳大学           | 教育学部                       | こども教育学科               |                                  | 埼玉県入間郡三芳町 |
| 聖学院大学         | 人文学部                       | 児童学科                     |                                  | 埼玉県上尾市       |
| 東京家政大学       | 子ども学部                     | 子ども支援学科               |                                  | 埼玉県狭山市       |
| 文京学院大学       | 人間学部                       | 児童発達学科                 |                                  | 埼玉県ふじみ野市   |
| 文京学院大学       | 人間学部                       | 人間福祉学科                 | 保育士コース                     | 埼玉県ふじみ野市   |
| 文教大学           | 教育学部                       | 発達教育課程                 | 幼児心理教育専修                 | 埼玉県越谷市       |
| 立正大学           | 社会福祉学部                   | 子ども教育福祉学科           |                                  | 埼玉県熊谷市       |
| 千葉大学           | 教育学部                       | 学校教員養成課程             | 乳幼児教育コース                 | 千葉県千葉市       |
| 江戸川大学         | メディアコミュニケーション学部 | こどもコミュニケーション学科 |                                  | 千葉県流山市       |
| 淑徳大学           | 総合福祉学部                   | 教育福祉学科                 | 保育士課程                       | 千葉県千葉市       |
| 城西国際大学       | 福祉総合学部                   | 福祉総合学科                 | 子ども福祉コース                 | 千葉県東金市       |
| 植草学園大学       | 発達教育学部                   | 発達支援教育学科             | 保育士コース                     | 千葉県千葉市       |
| 聖徳大学           | 児童学部                       | 児童学科                     | 昼間主コース                     | 千葉県松戸市       |
| 聖徳大学           | 児童学部                       | 児童学科                     | 夜間主コース                     | 千葉県松戸市       |
| 聖徳大学           | 心理・福祉学部                 | 社会福祉学科                 |                                  | 千葉県松戸市       |
| 川村学園女子大学   | 教育学部                       | 幼児教育学科                 |                                  | 千葉県我孫子市     |
| 流通経済大学       | 社会学部                       | 社会学科                     | 保育士養成コース                 | 千葉県松戸市       |
| 和洋女子大学       | 家政学部                       | 家政福祉学科                 | 児童福祉コース                   | 千葉県市川市       |
| 和洋女子大学       | 人文学部                       | こども発達学科               |                                  | 千葉県市川市       |
| 東京家政大学       | 家政学部                       | 児童学科                     | 児童学専攻                       | 東京都板橋区       |
| こども教育宝仙大学 | こども教育学部                 | 幼児教育学科                 |                                  | 東京都中野区       |
| 共立女子大学       | 家政学部                       | 児童学科                     |                                  | 東京都千代田区     |
| 玉川大学           | 教育学部                       | 乳幼児発達学科               |                                  | 東京都町田市       |
| 桜美林大学         | 健康福祉学群                   | 保育専修                     |                                  | 東京都町田市       |
| 実践女子大学       | 生活科学部                     | 生活文化学科                 | 幼児保育専攻                     | 東京都日野市       |
| 昭和女子大学       | 人間社会学部                   | 初等教育学科                 |                                  | 東京都世田谷区     |
| 昭和女子大学       | 人間社会学部                   | 福祉社会学科                 |                                  | 東京都世田谷区     |
| 聖心女子大学       | 現代教養学部                   | 教育学科                     | 初等教育学専攻幼児教育コース     | 東京都渋谷区       |
| 大妻女子大学       | 家政学部                       | 児童学科                     | 児童学専攻                       | 東京都千代田区     |
| 大東文化大学       | 文学部                         | 教育学科                     | 保育士課程                       | 東京都板橋区       |
| 帝京科学大学       | 教育人間科学部                 | 幼児保育学科                 |                                  | 東京都足立区       |
| 帝京大学           | 教育学部                       | 初等教育学科                 | こども教育コース                 | 東京都八王子市     |
| 帝京平成大学       | 現代ライフ学部                 | 児童学科                     | 保育・幼稚園コース               | 東京都中野区       |
| 東京家政学院大学   | 現代生活学部                   | 児童学科                     |                                  | 東京都町田市       |
| 東京家政大学       | 家政学部                       | 児童学科                     | 育児支援専攻                     | 東京都板橋区       |
| 東京学芸大学       | 教育学部                       | 初等教育教員養成課程         | 幼児教育選修                     | 東京都小金井市     |
| 東京純心大学       | 現代文化学部                   | こども文化学科               | 保育士養成課程                   | 東京都八王子市     |
| 東京成徳大学       | 子ども学部                     | 子ども学科                   |                                  | 東京都北区         |
| 東京都市大学       | 人間科学部                     | 児童学科                     |                                  | 東京都世田谷区     |
| 東京福祉大学       | 保育児童学部                   | 保育児童学科                 |                                  | 東京都豊島区       |
| 東京未来大学       | こども心理学部                 | こども心理学科               | こども保育・教育専攻             | 東京都足立区       |
| 東洋大学           | ライフデザイン学部             | 生活支援学科                 | 子ども支援学専攻                 | 東京都北区         |
| 日本社会事業大学   | 社会福祉学部                   | 福祉援助学科                 |                                  | 東京都清瀬市       |
| 日本女子体育大学   | 体育学部                       | 子ども運動学科               |                                  | 東京都世田谷区     |
| 日本女子大学       | 家政学部                       | 児童学科                     | 保育者養成コース                 | 東京都文京区       |
| 日本体育大学       | 児童スポーツ教育学部           | 児童スポーツ教育学科         | 幼児教育保育コース               | 東京都世田谷区     |
| 白梅学園大学       | 子ども学部                     | 子ども学科                   |                                  | 東京都小平市       |
| 白梅学園大学       | 子ども学部                     | 発達臨床学科                 |                                  | 東京都小平市       |
| 白百合女子大学     | 人間総合学部                   | 初等教育学科                 |                                  | 東京都調布市       |
| 武蔵野大学         | 教育学部                       | 幼児教育学科                 |                                  | 東京都西東京市     |
| 明星大学           | 教育学部                       | 教育学科                     | 子ども臨床コース                 | 東京都日野市       |
| 目白大学           | 人間学部                       | 子ども学科                   |                                  | 東京都新宿区       |
| 和光大学           | 現代人間学部                   | 心理教育学科                 | 子ども教育専修                   | 東京都町田市       |
| 横浜創英大学       | こども教育学部                 | 幼児教育学科                 |                                  | 神奈川県横浜市     |
| 鎌倉女子大学       | 児童学部                       | 児童学科                     |                                  | 神奈川県鎌倉市     |
| 関東学院大学       | 教育学部                       | こども発達学科               |                                  | 神奈川県横浜市     |
| 松蔭大学           | コミュニケーション文化学部     | 子ども学科                   |                                  | 神奈川県厚木市     |
| 松蔭大学           | コミュニケーション文化学部     | 生活心理学科                 |                                  | 神奈川県厚木市     |
| 相模女子大学       | 学芸学部                       | 子ども教育学科               |                                  | 神奈川県相模原市   |
| 田園調布学園大学   | 子ども未来学部                 | 子ども未来学科               |                                  | 神奈川県川崎市     |
| 東洋英和女学院大学 | 人間科学部                     | 保育子ども学科               |                                  | 神奈川県横浜市     |
| 國學院大學         | 人間開発学部                   | こども支援学科               |                                  | 神奈川県横浜市     |

#### 中部地方
| 学校名                 | 学部名                     | 学科名                       | 専攻・コース名               | 所在地               |
| ---------------------- | -------------------------- | ---------------------------- | ---------------------------- | -------------------- |
| 上越教育大学           | 学校教育学部               | 初等教育教員養成課程         |                              | 新潟県上越市         |
| 新潟県立大学           | 人間生活学部               | 子ども学科                   |                              | 新潟県新潟市         |
| 新潟青陵大学           | 福祉心理学部               | 社会福祉学科                 | 子ども発達サポートコース     | 新潟県新潟市         |
| 富山大学               | 人間発達科学部             | 発達教育学科                 |                              | 富山県富山市         |
| 富山国際大学           | 子ども育成学部             | 子ども育成学科               |                              | 富山県富山市         |
| 金城大学               | 社会福祉学部               | 子ども福祉学科               |                              | 石川県白山市         |
| 金沢学院大学           | 文学部                     | 教育学科                     | 幼稚園教諭・保育士コース     | 石川県金沢市         |
| 金沢星稜大学           | 人間科学部                 | こども学科                   |                              | 石川県金沢市         |
| 北陸学院大学           | 人間総合学部               | 子ども教育学科               |                              | 石川県金沢市         |
| 仁愛大学               | 人間生活学部               | 子ども教育学科               |                              | 福井県越前市         |
| 山梨県立大学           | 人間福祉学部               | 人間形成学科                 | 保育士履修課程               | 山梨県甲府市         |
| 身延山大学             | 仏教学部                   | 仏教学科                     | 福祉学専攻                   | 山梨県南巨摩郡身延町 |
| 帝京科学大学           | 教育人間科学部             | こども学科                   |                              | 山梨県上野原市       |
| 長野県立大学           | 健康発達学部               | こども学科                   |                              | 長野県長野市         |
| 岐阜女子大学           | 文化創造学部               | 文化創造学科                 | 初等教育学専攻子ども発達専修 | 岐阜県岐阜市         |
| 岐阜聖徳学園大学       | 教育学部                   | 学校教育課程                 | 保育専修                     | 岐阜県岐阜市         |
| 中部学院大学           | 教育学部                   | 子ども教育学科               |                              | 岐阜県各務原市       |
| 東海学院大学           | 人間関係学部               | 子ども発達学科               |                              | 岐阜県各務原市       |
| 静岡大学               | 教育学部                   | 学校教育教員養成課程         |                              | 静岡県静岡市         |
| 常葉大学               | 健康プロデュース学部       | こども健康学科               |                              | 静岡県浜松市         |
| 常葉大学               | 保育学部                   | 保育学科                     |                              | 静岡県浜松市         |
| 聖隷クリストファー大学 | 社会福祉学部               | こども教育福祉学科           |                              | 静岡県浜松市         |
| 静岡英和学院大学       | 人間社会学部               | コミュニティ福祉学科         |                              | 静岡県静岡市         |
| 静岡産業大学           | 経営学部                   | 心理経営学科                 |                              | 静岡県磐田市         |
| 静岡福祉大学           | 子ども学部                 | 子ども学科                   |                              | 静岡県焼津市         |
| 浜松学院大学           | 現代コミュニケーション学部 | 子どもコミュニケーション学科 |                              | 静岡県浜松市         |
| 愛知県立大学           | 教育福祉学部               | 教育発達学科                 |                              | 愛知県長久手市       |
| 名古屋市立大学         | 人文社会学部               | 心理教育学科                 |                              | 愛知県名古屋市       |
| 愛知学泉大学           | 家政学部                   | こどもの生活学科             |                              | 愛知県岡崎市         |
| 愛知教育大学           | 教育学部                   | 学校教員養成課程             | 幼児教育専攻                 | 愛知県刈谷市         |
| 愛知淑徳大学           | 福祉貢献学部               | 福祉貢献学科                 | 子ども福祉専攻               | 愛知県長久手市       |
| 愛知東邦大学           | 教育学部                   | 子ども発達学科               |                              | 愛知県名古屋市       |
| 岡崎女子大学           | 子ども教育学部             | 子ども教育学科               |                              | 愛知県岡崎市         |
| 金城学院大学           | 人間科学部                 | 現代子ども教育学科           |                              | 愛知県名古屋市       |
| 桜花学園大学           | 保育学部                   | 国際教養こども学科           |                              | 愛知県豊明市         |
| 桜花学園大学           | 保育学部                   | 保育学科                     |                              | 愛知県豊明市         |
| 至学館大学             | 健康科学部                 | こども健康･教育学科          |                              | 愛知県大府市         |
| 椙山女学園大学         | 教育学部                   | 子ども発達学科               | 乳幼児保育プログラム         | 愛知県名古屋市       |
| 中部大学               | 現代教育学部               | 幼児教育学科                 |                              | 愛知県春日井市       |
| 東海学園大学           | 教育学部                   | 教育学科                     | 保育専攻                     | 愛知県名古屋市       |
| 同朋大学               | 社会福祉学部               | 社会福祉学科                 |                              | 愛知県名古屋市       |
| 日本福祉大学           | 教育・心理学部             | 子ども発達学科               | 保育・幼児教育専修           | 愛知県知多郡美浜町   |
| 日本福祉大学           | 社会福祉学部               | 社会福祉学科                 | 保育課程                     | 愛知県知多郡美浜町   |
| 名古屋学芸大学         | ヒューマンケア学部         | 子どもケア学科               | 幼児保育専攻                 | 愛知県日進市         |
| 名古屋経済大学         | 人間生活科学部             | 教育保育学科                 |                              | 愛知県犬山市         |
| 名古屋芸術大学         | 人間発達学部               | 子ども発達学科               |                              | 愛知県北名古屋市     |
| 名古屋女子大学         | 文学部                     | 児童教育学科                 | 児童教育学専攻幼児教育コース | 愛知県名古屋市       |
| 名古屋女子大学         | 文学部                     | 児童教育学科                 | 幼児保育学専攻               | 愛知県名古屋市       |
| 名古屋柳城女子大学     | こども学部                 | こども学科                   |                              | 愛知県名古屋市       |

#### 近畿地方
| 学校名                   | 学部名             | 学科名               | 専攻・コース名               | 所在地               |
| ------------------------ | ------------------ | -------------------- | ---------------------------- | -------------------- |
| 三重大学                 | 教育学部           | 学校教育教員養成課程 | 幼児教育コース               | 三重県津市           |
| 皇學館大学               | 教育学部           | 教育学科             |                              | 三重県伊勢市         |
| 鈴鹿大学                 | こども教育学部     | こども教育学科       | こども教育学専攻             | 三重県鈴鹿市         |
| びわこ学院大学           | 教育福祉学部       | 子ども学科           |                              | 滋賀県東近江市       |
| 花園大学                 | 社会福祉学部       | 児童福祉学科         |                              | 京都府京都市         |
| 京都ノートルダム女子大学 | 現代人間学部       | こども教育学科       | 保育士養成課程               | 京都府京都市         |
| 京都華頂大学             | 現代家政学部       | 現代家政学科         | 保育士養成課程               | 京都府京都市         |
| 京都橘大学               | 発達教育学部       | 児童教育学科         | 幼児教育コース               | 京都府京都市         |
| 京都芸術大学             | 芸術学部           | こども芸術学科       |                              | 京都府京都市         |
| 京都光華女子大学         | こども教育学部     | こども教育学科       |                              | 京都府京都市         |
| 京都光華女子大学         | 健康科学部         | 医療福祉学科         |                              | 京都府京都市         |
| 京都光華女子大学         | 健康科学部         | 心理学科             |                              | 京都府京都市         |
| 京都女子大学             | 発達教育学部       | 児童学科             |                              | 京都府京都市         |
| 京都文教大学             | こども教育学部     | こども教育学科       |                              | 京都府宇治市         |
| 大谷大学                 | 教育学部           | 教育学科             | 幼児教育コース               | 京都府京都市         |
| 同志社女子大学           | 現代社会学部       | 現代こども学科       | 保育士養成課程               | 京都府京田辺市       |
| 佛教大学                 | 教育学部           | 教育学科             |                              | 京都府京都市         |
| 佛教大学                 | 社会福祉学部       | 社会福祉学科         |                              | 京都府京都市         |
| 大阪府立大学             | 地域保健学域       | 教育福祉学類         |                              | 大阪府堺市           |
| 関西福祉科学大学         | 教育学部           | 教育学科             | 子ども教育専攻保育士養成課程 | 大阪府柏原市         |
| 高野山大学               | 文学部             | 教育学科             |                              | 大阪府河内長野市     |
| 四天王寺大学             | 教育学部           | 教育学科             | 幼児教育保育コース           | 大阪府羽曳野市       |
| 常磐会学園大学           | 国際こども教育学部 | 国際こども教育学科   |                              | 大阪府大阪市         |
| 千里金蘭大学             | 生活科学部         | 児童教育学科         |                              | 大阪府吹田市         |
| 相愛大学                 | 人間発達学部       | 子ども発達学科       |                              | 大阪府大阪市         |
| 太成学院大学             | 人間学部           | 子ども発達学科       | 保育コース                   | 大阪府堺市           |
| 大阪芸術大学             | 芸術学部           | 初等芸術教育学科     |                              | 大阪府南河内郡河南町 |
| 大阪樟蔭女子大学         | 児童教育学部       | 児童教育学科         |                              | 大阪府東大阪市       |
| 大阪人間科学大学         | 人間科学部         | 子ども教育学科       |                              | 大阪府摂津市         |
| 大阪信愛学院大学         | 教育学部           | 教育学科             |                              | 大阪府大阪市         |
| 大阪成蹊大学             | 教育学部           | 教育学科             | 初等教育専攻                 | 大阪府大阪市         |
| 大阪青山大学             | 健康科学部         | 子ども教育学科       |                              | 大阪府箕面市         |
| 大阪総合保育大学         | 児童保育学部       | 児童保育学科         |                              | 大阪府大阪市         |
| 大阪総合保育大学         | 児童保育学部       | 乳児保育学科         |                              | 大阪府大阪市         |
| 大阪大谷大学             | 教育学部           | 教育学科             |                              | 大阪府富田林市       |
| 東大阪大学               | こども学部         | こども学科           |                              | 大阪府東大阪市       |
| 桃山学院教育大学         | 人間教育学部       | 人間教育学科         | 幼児教育課程                 | 大阪府堺市           |
| 梅花女子大学             | 心理こども学部     | こども教育学科       |                              | 大阪府茨木市         |
| 平安女学院大学           | 子ども教育学部     | 子ども教育学科       |                              | 大阪府高槻市         |
| 兵庫教育大学             | 学校教育学部       | 学校教育教員養成課程 |                              | 兵庫県加東市         |
| 芦屋大学                 | 臨床教育学部       | 児童教育学科         | 幼児教育コース               | 兵庫県芦屋市         |
| 園田学園女子大学         | 人間教育学部       | 児童教育学科         |                              | 兵庫県尼崎市         |
| 関西学院大学             | 教育学部           | 教育学科             | 幼児教育コース               | 兵庫県西宮市         |
| 関西国際大学             | 教育学部           | 教育福祉学科         |                              | 兵庫県尼崎市         |
| 関西福祉大学             | 教育学部           | 児童教育学科         |                              | 兵庫県赤穂市         |
| 甲南女子大学             | 人間科学部         | 総合子ども学科       |                              | 兵庫県神戸市         |
| 神戸医療福祉大学         | 人間社会学部       | 社会福祉学科         | 保育士養成課程               | 兵庫県神崎郡福崎町   |
| 神戸海星女子学院大学     | 現代人間学部       | 心理こども学科       |                              | 兵庫県神戸市         |
| 神戸女子大学             | 文学部             | 教育学科             |                              | 兵庫県神戸市         |
| 神戸松蔭女子学院大学     | 教育学部           | 教育学科             | 幼児教育専修                 | 兵庫県神戸市         |
| 神戸常盤大学             | 教育学部           | こども教育学科       |                              | 兵庫県神戸市         |
| 神戸親和大学             | 教育学部           | 児童教育学科         | 保育士課程                   | 兵庫県神戸市         |
| 姫路大学                 | 教育学部           | こども未来学科       |                              | 兵庫県姫路市         |
| 武庫川女子大学           | 教育学部           | 教育学科             |                              | 兵庫県西宮市         |
| 兵庫大学                 | 生涯福祉学部       | こども福祉学科       |                              | 兵庫県加古川市       |
| 奈良教育大学             | 教育学部           | 学校教育教員養成課程 | 教育発達専攻幼年教育専修     | 奈良県奈良市         |
| 畿央大学                 | 教育学部           | 現代教育学科         |                              | 奈良県北葛城郡広陵町 |
| 帝塚山大学               | 教育学部           | こども教育学科       |                              | 奈良県奈良市         |
| 奈良学園大学             | 人間教育学部       | 人間教育学科         | 保育士養成課程               | 奈良県生駒郡三郷町   |
| 和歌山信愛大学           | 教育学部           | 子ども教育学科       |                              | 和歌山県和歌山市     |

#### 中国地方
| 学校名                   | 学部名         | 学科名               | 専攻・コース名               | 所在地         |
| ------------------------ | -------------- | -------------------- | ---------------------------- | -------------- |
| 鳥取大学                 | 地域学部       | 地域学科             | 人間形成コース幼児教育選修   | 鳥取県鳥取市   |
| 島根県立大学             | 人間文化学部   | 保育教育学科         |                              | 島根県松江市   |
| 岡山大学                 | 教育学部       | 学校教育教員養成課程 | 幼児教育コース               | 岡山県岡山市   |
| 岡山県立大学             | 保健福祉学部   | 子ども学科           |                              | 岡山県総社市   |
| くらしき作陽大学         | 子ども教育学部 | 子ども教育学科       |                              | 岡山県倉敷市   |
| ノートルダム清心女子大学 | 人間生活学部   | 児童学科             |                              | 岡山県岡山市   |
| 環太平洋大学             | 次世代教育学部 | こども発達学科       |                              | 岡山県岡山市   |
| 吉備国際大学             | 社会科学部     | 経営社会学科         |                              | 岡山県高梁市   |
| 就実大学                 | 教育学部       | 初等教育学科         |                              | 岡山県岡山市   |
| 新見公立大学             | 健康科学部     | 健康保育学科         |                              | 岡山県新見市   |
| 川崎医療福祉大学         | 医療福祉学部   | 子ども医療福祉学科   |                              | 岡山県倉敷市   |
| 中国学園大学             | 子ども学部     | 子ども学科           |                              | 岡山県岡山市   |
| 美作大学                 | 生活科学部     | 児童学科             | 保育士・幼稚園教員養成コース | 岡山県津山市   |
| 福山市立大学             | 教育学部       | 児童教育学科         | 保育コース                   | 広島県福山市   |
| 安田女子大学             | 教育学部       | 児童教育学科         |                              | 広島県広島市   |
| 広島国際大学             | 健康科学部     | 医療福祉学科         | 保育福祉学専攻               | 広島県東広島市 |
| 広島修道大学             | 人文学部       | 教育学科             |                              | 広島県広島市   |
| 広島女学院大学           | 人間生活学部   | 児童教育学科         |                              | 広島県広島市   |
| 広島都市学園大学         | 子ども教育学部 | 子ども教育学科       |                              | 広島県広島市   |
| 広島文化学園大学         | 学芸学部       | 子ども学科           |                              | 広島県広島市   |
| 広島文教大学             | 教育学部       | 初等教育学科         |                              | 広島県広島市   |
| 広島文教大学             | 人間科学部     | 人間福祉学科         |                              | 広島県広島市   |
| 比治山大学               | 現代文化学部   | 子ども発達教育学科   |                              | 広島県広島市   |
| 福山平成大学             | 福祉健康学部   | こども学科           |                              | 広島県福山市   |
| 福山平成大学             | 福祉健康学部   | 福祉学科             | 社会福祉コース               | 広島県福山市   |
| 山口学芸大学             | 教育学部       | 教育学科             | 初等幼児教育専攻             | 山口県山口市   |
| 至誠館大学               | 現代社会学部   | 現代社会学科         | 子ども生活学専攻             | 山口県萩市     |
| 東亜大学                 | 人間科学部     | 心理臨床・子ども学科 | 保育・幼児教育コース         | 山口県下関市   |
| 梅光学院大学             | 子ども学部     | 子ども未来学科       |                              | 山口県下関市   |

#### 四国地方
| 学校名           | 学部名       | 学科名               | 専攻・コース名   | 所在地         |
| ---------------- | ------------ | -------------------- | ---------------- | -------------- |
| 四国大学         | 生活科学部   | 児童学科             | 保育学コース     | 徳島県徳島市   |
| 徳島文理大学     | 人間生活学部 | 児童学科             |                  | 徳島県徳島市   |
| 鳴門教育大学     | 学校教育学部 | 学校教育教員養成課程 | 幼児教育専修     | 徳島県鳴門市   |
| 香川大学         | 教育学部     | 学校教育教員養成課程 | 幼児教育コース   | 香川県高松市   |
| 高松大学         | 発達科学部   | 子ども発達学科       |                  | 香川県高松市   |
| 四国学院大学     | 社会福祉学部 | 社会福祉学科         | 保育士養成コース | 香川県善通寺市 |
| 愛媛大学         | 教育学部     | 学校教育教員養成課程 | 保育士養成コース | 愛媛県松山市   |
| 松山東雲女子大学 | 人文科学部   | 心理子ども学科       | 子ども専攻       | 愛媛県松山市   |
| 高知大学         | 教育学部     | 学校教育教員養成課程 | 幼児教育コース   | 高知県高知市   |

#### 九州・沖縄地方
| 学校名               | 学部名       | 学科名                   | 専攻・コース名                   | 所在地               |
| -------------------- | ------------ | ------------------------ | -------------------------------- | -------------------- |
| 福岡県立大学         | 人間社会学部 | 人間形成学科             |                                  | 福岡県田川市         |
| 久留米大学           | 人間健康学部 | 総合子ども学科           |                                  | 福岡県久留米市       |
| 九州産業大学         | 人間科学部   | 子ども教育学科           |                                  | 福岡県福岡市         |
| 九州女子大学         | 人間科学部   | 人間発達学科             | 人間発達学専攻                   | 福岡県北九州市       |
| 西南学院大学         | 人間科学部   | 児童教育学科             |                                  | 福岡県福岡市         |
| 西南学院大学         | 人間科学部   | 社会福祉学科             |                                  | 福岡県福岡市         |
| 西南女学院大学       | 保健福祉学部 | 福祉学科                 | 子ども家庭福祉コース             | 福岡県北九州市       |
| 筑紫女学園大学       | 人間科学部   | 人間科学科               | 初等教育・保育専攻幼児保育コース | 福岡県太宰府市       |
| 中村学園大学         | 教育学部     | 児童幼児教育学科         |                                  | 福岡県福岡市         |
| 福岡女学院大学       | 人間関係学部 | 子ども発達学科           |                                  | 福岡県福岡市         |
| 西九州大学           | 子ども学部   | 子ども学科               |                                  | 佐賀県佐賀市         |
| 長崎大学             | 教育学部     | 学校教育教員養成課程     | 幼児教育コース                   | 長崎県長崎市         |
| 活水女子大学         | 健康生活学部 | 子ども学科               |                                  | 長崎県長崎市         |
| 長崎純心大学         | 人文学部     | こども教育保育学科       |                                  | 長崎県長崎市         |
| 長崎純心大学         | 人文学部     | 地域包括支援学科         | ソーシャルワークコース           | 長崎県長崎市         |
| 九州ルーテル学院大学 | 人文学部     | 人文学科                 | こども専攻保育コース             | 熊本県熊本市         |
| 熊本学園大学         | 社会福祉学部 | 第一部こども家庭福祉学科 |                                  | 熊本県熊本市         |
| 平成音楽大学         | 音楽学部     | こども学科               |                                  | 熊本県上益城郡御船町 |
| 宮崎国際大学         | 教育学部     | 児童教育学科             |                                  | 宮崎県宮崎市         |
| 南九州大学           | 人間発達学部 | 子ども教育学科           | 保育士養成課程                   | 宮崎県都城市         |
| 鹿児島国際大学       | 福祉社会学部 | 児童学科                 |                                  | 鹿児島県鹿児島市     |
| 鹿児島純心大学       | 人間教育学部 | 教育・心理学科           | 初等・中等（英語）教育専攻       | 鹿児島県薩摩川内市   |

### 短期大学
2021年現在、短期大学である指定保育士養成所は、募集停止校、および通信制を除き205校存在する。

#### 北海道
| 学校名                     | 学科名             | 専攻・コース名 | 所在地             |
| -------------------------- | ------------------ | -------------- | ------------------ |
| 旭川大学短期大学部         | 幼児教育学科       |                | 北海道旭川市       |
| 釧路短期大学               | 幼児教育学科       |                | 北海道釧路市       |
| 光塩学園女子短期大学       | 保育科             |                | 北海道札幌市       |
| 札幌国際大学短期大学部     | 幼児教育保育学科   |                | 北海道札幌市       |
| 札幌大学女子短期大学部     | こども学科         |                | 北海道札幌市       |
| 札幌大谷大学短期大学部     | 保育科             |                | 北海道札幌市       |
| 帯広大谷短期大学           | 社会福祉科         | 子ども福祉専攻 | 北海道河東郡音更町 |
| 拓殖大学北海道短期大学     | 保育学科           |                | 北海道深川市       |
| 函館大谷短期大学           | こども学科         |                | 北海道函館市       |
| 函館短期大学               | 保育学科           |                | 北海道函館市       |
| 北翔大学短期大学部         | こども学科         |                | 北海道江別市       |
| 國學院大學北海道短期大学部 | 幼児・児童教育学科 |                | 北海道滝川市       |

#### 東北地方
| 学校名                     | 学科名             | 専攻・コース名                 | 所在地           |
| -------------------------- | ------------------ | ------------------------------ | ---------------- |
| 柴田学園大学短期大学部     | 保育科             |                                | 青森県弘前市     |
| 青森中央短期大学           | 幼児保育学科       |                                | 青森県青森市     |
| 青森明の星短期大学         | 子ども福祉未来学科 | 保育専攻                       | 青森県青森市     |
| 八戸学院大学短期大学部     | 幼児保育学科       |                                | 青森県八戸市     |
| 修紅短期大学               | 幼児教育学科       |                                | 岩手県一関市     |
| 盛岡大学短期大学部         | 幼児教育科         |                                | 岩手県滝沢市     |
| 宮城誠真短期大学           | 保育科             |                                | 宮城県大崎市     |
| 聖和学園短期大学           | 保育学科           |                                | 宮城県仙台市     |
| 仙台青葉学院短期大学       | こども学科         |                                | 宮城県仙台市     |
| 東北生活文化大学短期大学部 | 生活文化学科       | 子ども生活専攻                 | 宮城県仙台市     |
| 聖園学園短期大学           | 保育科             |                                | 秋田県秋田市     |
| 聖霊女子短期大学           | 生活文化科         | 生活こども専攻                 | 秋田県秋田市     |
| 羽陽学園短期大学           | 幼児教育科         |                                | 山形県天童市     |
| 東北文教大学短期大学部     | 子ども学科         |                                | 山形県山形市     |
| いわき短期大学             | 幼児教育科         |                                | 福島県いわき市   |
| 会津大学短期大学部         | 幼児教育学科       |                                | 福島県会津若松市 |
| 郡山女子大学短期大学部     | 幼児教育学科       |                                | 福島県郡山市     |
| 桜の聖母短期大学           | 生活科             | 福祉こども専攻こども保育コース | 福島県福島市     |
| 福島学院大学短期大学部     | 保育学科           |                                | 福島県福島市     |

#### 関東地方
| 学校名                         | 学科名                     | 専攻・コース名                         | 所在地             |
| ------------------------------ | -------------------------- | -------------------------------------- | ------------------ |
| つくば国際短期大学             | 保育科                     |                                        | 茨城県土浦市       |
| 茨城女子短期大学               | 保育科                     |                                        | 茨城県那珂市       |
| 常磐短期大学                   | 幼児教育保育学科           |                                        | 茨城県水戸市       |
| 佐野日本大学短期大学           | 総合キャリア教育学科       | 保育士養成課程                         | 栃木県佐野市       |
| 作新学院大学女子短期大学部     | 幼児教育科                 |                                        | 栃木県宇都宮市     |
| 足利短期大学                   | こども学科                 |                                        | 栃木県足利市       |
| 國學院大學栃木短期大学         | 人間教育学科               | 子ども教育フィールド幼稚園・保育コース | 栃木県栃木市       |
| 育英短期大学                   | 保育学科                   |                                        | 群馬県高崎市       |
| 共愛学園前橋国際大学短期大学部 | 生活学科                   | こども学専攻                           | 群馬県前橋市       |
| 新島学園短期大学               | コミュニティ子ども学科     |                                        | 群馬県高崎市       |
| 東京福祉大学短期大学部         | こども学科                 | 保育・幼児教育専攻                     | 群馬県伊勢崎市     |
| 国際学院埼玉短期大学           | 幼児保育学科               |                                        | 埼玉県さいたま市   |
| 埼玉純真短期大学               | こども学科                 |                                        | 埼玉県羽生市       |
| 埼玉東萌短期大学               | 幼児保育学科               |                                        | 埼玉県越谷市       |
| 山村学園短期大学               | 子ども学科                 |                                        | 埼玉県比企郡鳩山町 |
| 秋草学園短期大学               | 地域保育学科               |                                        | 埼玉県所沢市       |
| 秋草学園短期大学               | 幼児教育学科               | 第一部                                 | 埼玉県所沢市       |
| 秋草学園短期大学               | 幼児教育学科               | 第二部                                 | 埼玉県所沢市       |
| 川口短期大学                   | こども学科                 |                                        | 埼玉県川口市       |
| 武蔵野短期大学                 | 幼児教育学科               |                                        | 埼玉県狭山市       |
| 昭和学院短期大学               | 人間生活学科               | こども発達専攻                         | 千葉県市川市       |
| 植草学園短期大学               | こども未来学科             |                                        | 千葉県千葉市       |
| 清和大学短期大学部             | こども学科                 |                                        | 千葉県木更津市     |
| 聖徳大学短期大学部             | 保育科                     | 第一部                                 | 千葉県松戸市       |
| 聖徳大学短期大学部             | 保育科                     | 第二部                                 | 千葉県松戸市       |
| 千葉敬愛短期大学               | 現代子ども学科             | 保育コース                             | 千葉県佐倉市       |
| 千葉経済大学短期大学部         | こども学科                 | 保育コース                             | 千葉県千葉市       |
| 千葉明徳短期大学               | 保育創造学科               |                                        | 千葉県千葉市       |
| 東京経営短期大学               | こども教育学科             |                                        | 千葉県市川市       |
| フェリシアこども短期大学       | 国際こども教育学科         |                                        | 東京都町田市       |
| 駒沢女子短期大学               | 保育科                     |                                        | 東京都稲城市       |
| 淑徳大学短期大学部             | こども学科                 |                                        | 東京都板橋区       |
| 新渡戸文化短期大学             | 生活学科                   | 児童生活専攻                           | 東京都中野区       |
| 星美学園短期大学               | 幼児保育学科               | 幼児保育専攻                           | 東京都北区         |
| 貞静学園短期大学               | 保育学科                   |                                        | 東京都文京区       |
| 帝京短期大学                   | こども教育学科             | こども教育専攻こども教育コース         | 東京都渋谷区       |
| 東京家政大学短期大学部         | 保育科                     |                                        | 東京都板橋区       |
| 東京女子体育短期大学           | 児童教育学科               | 幼保コース                             | 東京都国立市       |
| 東京成徳短期大学               | 幼児教育科                 |                                        | 東京都北区         |
| 東京立正短期大学               | 現代コミュニケーション学科 | 幼児教育専攻                           | 東京都杉並区       |
| 白梅学園短期大学               | 保育科                     |                                        | 東京都小平市       |
| 有明教育芸術短期大学           | 子ども教育学科             |                                        | 東京都江東区       |
| 横浜女子短期大学               | 保育科                     |                                        | 神奈川県横浜市     |
| 鎌倉女子大学短期大学部         | 初等教育学科               |                                        | 神奈川県鎌倉市     |
| 小田原短期大学                 | 保育学科                   |                                        | 神奈川県小田原市   |
| 湘北短期大学                   | 保育学科                   |                                        | 神奈川県厚木市     |
| 洗足こども短期大学             | 幼児教育保育科             |                                        | 神奈川県川崎市     |
| 鶴見大学短期大学部             | 保育科                     |                                        | 神奈川県横浜市     |
| 和泉短期大学                   | 児童福祉学科               |                                        | 神奈川県相模原市   |

#### 中部地方
| 学校名                     | 学科名           | 専攻・コース名 | 所在地               |
| -------------------------- | ---------------- | -------------- | -------------------- |
| 新潟青陵大学短期大学部     | 幼児教育学科     |                | 新潟県新潟市         |
| 新潟中央短期大学           | 幼児教育科       |                | 新潟県加茂市         |
| 富山短期大学               | 幼児教育学科     |                | 富山県富山市         |
| 富山福祉短期大学           | 幼児教育学科     |                | 富山県射水市         |
| 金城大学短期大学部         | 幼児教育学科     |                | 石川県白山市         |
| 金沢学院短期大学           | 幼児教育学科     |                | 石川県金沢市         |
| 仁愛女子短期大学           | 幼児教育学科     |                | 福井県福井市         |
| 山梨学院短期大学           | 保育科           |                | 山梨県甲府市         |
| 帝京学園短期大学           | 保育科           |                | 山梨県山梨市         |
| 佐久大学信州短期大学部     | 福祉学科         | 子ども福祉専攻 | 長野県佐久市         |
| 松本短期大学               | 幼児保育学科     |                | 長野県松本市         |
| 上田女子短期大学           | 幼児教育学科     |                | 長野県上田市         |
| 信州豊南短期大学           | 幼児教育学科     |                | 長野県上伊那郡辰野町 |
| 清泉大学短期大学部         | 幼児教育科       |                | 長野県長野市         |
| 飯田短期大学               | 幼児教育学科     |                | 長野県飯田市         |
| 岐阜聖徳学園大学短期大学部 | 幼児教育学科     | 第一部         | 岐阜県岐阜市         |
| 岐阜聖徳学園大学短期大学部 | 幼児教育学科     | 第三部         | 岐阜県岐阜市         |
| 大垣女子短期大学           | 幼児教育学科     |                | 岐阜県大垣市         |
| 中京学院大学短期大学部     | 保育科           |                | 岐阜県瑞浪市         |
| 中部学院大学短期大学部     | 幼児教育学科     |                | 岐阜県関市           |
| 東海学院大学短期大学部     | 幼児教育学科     |                | 岐阜県各務原市       |
| 静岡県立大学短期大学部     | こども学科       |                | 静岡県静岡市         |
| 静岡県立大学短期大学部     | 社会福祉学科     | 社会福祉専攻   | 静岡県静岡市         |
| 常葉大学短期大学部         | 保育科           |                | 静岡県静岡市         |
| 浜松学院大学短期大学部     | 幼児教育科       |                | 静岡県浜松市         |
| 愛知みずほ短期大学         | 現代幼児教育学科 |                | 愛知県名古屋市       |
| 愛知学泉短期大学           | 幼児教育学科     |                | 愛知県岡崎市         |
| 愛知江南短期大学           | こども健康学科   | 保育専攻       | 愛知県江南市         |
| 愛知文教女子短期大学       | 幼児教育学科     | 第１部         | 愛知県稲沢市         |
| 愛知文教女子短期大学       | 幼児教育学科     | 第３部         | 愛知県稲沢市         |
| 岡崎女子短期大学           | 幼児教育学科     | 第一部         | 愛知県岡崎市         |
| 岡崎女子短期大学           | 幼児教育学科     | 第三部         | 愛知県岡崎市         |
| 修文大学短期大学部         | 幼児教育学科     | 第１部         | 愛知県一宮市         |
| 修文大学短期大学部         | 幼児教育学科     | 第３部         | 愛知県一宮市         |
| 豊橋創造大学短期大学部     | 幼児教育・保育科 |                | 愛知県豊橋市         |
| 名古屋経営短期大学         | 子ども学科       |                | 愛知県尾張旭市       |
| 名古屋女子大学短期大学部   | 保育学科         | 第一部         | 愛知県名古屋市       |
| 名古屋女子大学短期大学部   | 保育学科         | 第三部         | 愛知県名古屋市       |
| 名古屋短期大学             | 保育科           |                | 愛知県豊明市         |
| 名古屋柳城短期大学         | 保育科           |                | 愛知県名古屋市       |

#### 近畿地方
| 学校名                     | 学科名                     | 専攻・コース名 | 所在地               |
| -------------------------- | -------------------------- | -------------- | -------------------- |
| ユマニテク短期大学         | 幼児保育学科               |                | 三重県四日市市       |
| 高田短期大学               | 子ども学科                 |                | 三重県津市           |
| 鈴鹿大学短期大学部         | 生活コミュニケーション学科 | こども学専攻   | 三重県鈴鹿市         |
| びわこ学院大学短期大学部   | ライフデザイン学科         | 児童学コース   | 滋賀県東近江市       |
| 滋賀短期大学               | 幼児教育保育学科           |                | 滋賀県大津市         |
| 滋賀文教短期大学           | 子ども学科                 |                | 滋賀県長浜市         |
| 華頂短期大学               | 幼児教育学科               |                | 京都府京都市         |
| 京都西山短期大学           | 仏教学科                   | 仏教保育専攻   | 京都府長岡京市       |
| 京都文教短期大学           | 幼児教育学科               |                | 京都府宇治市         |
| 池坊短期大学               | 幼児保育学科               |                | 京都府京都市         |
| 龍谷大学短期大学部         | こども教育学科             |                | 京都府京都市         |
| 関西女子短期大学           | 保育学科                   |                | 大阪府柏原市         |
| 堺女子短期大学             | 美容生活文化学科           | 保育士コース   | 大阪府堺市           |
| 四天王寺大学短期大学部     | 保育科                     |                | 大阪府羽曳野市       |
| 四條畷学園短期大学         | 保育学科                   |                | 大阪府大東市         |
| 常磐会短期大学             | 幼児教育科                 |                | 大阪府大阪市         |
| 大阪キリスト教短期大学     | 幼児教育学科               |                | 大阪府大阪市         |
| 大阪芸術大学短期大学部     | 保育学科                   |                | 大阪府大阪市         |
| 大阪健康福祉短期大学       | 子ども福祉学科             |                | 大阪府堺市           |
| 大阪国際大学短期大学部     | 幼児保育学科               |                | 大阪府守口市         |
| 大阪城南女子短期大学       | 総合保育学科               |                | 大阪府大阪市         |
| 大阪信愛学院短期大学       | 子ども教育学科             |                | 大阪府大阪市         |
| 大阪成蹊短期大学           | 幼児教育学科               |                | 大阪府大阪市         |
| 大阪千代田短期大学         | 幼児教育科                 |                | 大阪府河内長野市     |
| 東大阪大学短期大学部       | 実践保育学科               |                | 大阪府東大阪市       |
| 園田学園女子大学短期大学部 | 幼児教育学科               |                | 兵庫県尼崎市         |
| 甲子園短期大学             | 幼児教育保育学科           |                | 兵庫県西宮市         |
| 神戸教育短期大学           | こども学科                 |                | 兵庫県神戸市         |
| 神戸女子短期大学           | 幼児教育学科               |                | 兵庫県神戸市         |
| 聖和短期大学               | 保育科                     |                | 兵庫県西宮市         |
| 姫路日ノ本短期大学         | 幼児教育科                 | 保育士養成課程 | 兵庫県姫路市         |
| 武庫川女子大学短期大学部   | 幼児教育学科               |                | 兵庫県西宮市         |
| 兵庫大学短期大学部         | 保育科                     | 第一部         | 兵庫県加古川市       |
| 兵庫大学短期大学部         | 保育科                     | 第三部         | 兵庫県加古川市       |
| 豊岡短期大学               | こども学科                 | 豊岡キャンパス | 兵庫県豊岡市         |
| 豊岡短期大学               | こども学科                 | 姫路キャンパス | 兵庫県姫路市         |
| 湊川短期大学               | 幼児教育保育学科           |                | 兵庫県三田市         |
| 頌栄短期大学               | 保育科                     |                | 兵庫県神戸市         |
| 奈良佐保短期大学           | 地域こども学科             |                | 奈良県奈良市         |
| 大和大学白鳳短期大学部     | 総合人間学科               | こども教育専攻 | 奈良県北葛城郡王寺町 |
| 和歌山信愛女子短期大学     | 保育科                     |                | 和歌山県和歌山市     |

#### 中国地方
| 学校名                         | 学科名             | 専攻・コース名 | 所在地       |
| ------------------------------ | ------------------ | -------------- | ------------ |
| 鳥取短期大学                   | 幼児教育保育学科   |                | 鳥取県倉吉市 |
| 島根県立大学短期大学部         | 保育学科           |                | 島根県松江市 |
| 大阪健康福祉短期大学           | 保育・幼児教育学科 |                | 島根県松江市 |
| 倉敷市立短期大学               | 保育学科           |                | 岡山県倉敷市 |
| 岡山短期大学                   | 幼児教育学科       |                | 岡山県倉敷市 |
| 作陽短期大学                   | 音楽学科           | 幼児教育専攻   | 岡山県倉敷市 |
| 山陽学園短期大学               | こども育成学科     |                | 岡山県岡山市 |
| 就実短期大学                   | 幼児教育学科       |                | 岡山県岡山市 |
| 中国短期大学                   | 保育学科           |                | 岡山県岡山市 |
| 美作大学短期大学部             | 幼児教育学科       |                | 岡山県津山市 |
| 安田女子短期大学               | 保育科             |                | 広島県広島市 |
| 広島文化学園短期大学           | 保育学科           |                | 広島県広島市 |
| 比治山大学短期大学部           | 幼児教育科         |                | 広島県広島市 |
| 宇部フロンティア大学短期大学部 | 保育学科           |                | 山口県宇部市 |
| 下関短期大学                   | 保育学科           |                | 山口県下関市 |
| 岩国短期大学                   | 幼児教育科         |                | 山口県岩国市 |
| 山口芸術短期大学               | 保育学科           | 幼児教育コース | 山口県山口市 |
| 山口短期大学                   | 児童教育学科       | 幼児教育学専攻 | 山口県防府市 |

#### 四国地方
| 学校名                   | 学科名         | 専攻・コース名 | 所在地               |
| ------------------------ | -------------- | -------------- | -------------------- |
| 四国大学短期大学部       | 幼児教育保育科 |                | 徳島県徳島市         |
| 徳島文理大学短期大学部   | 保育科         |                | 徳島県徳島市         |
| 香川短期大学             | 子ども学科     | 第Ⅰ部          | 香川県綾歌郡宇多津町 |
| 香川短期大学             | 子ども学科     | 第Ⅲ部          | 香川県綾歌郡宇多津町 |
| 高松短期大学             | 保育学科       |                | 香川県高松市         |
| 今治明徳短期大学         | 幼児教育学科   |                | 愛媛県今治市         |
| 松山東雲短期大学         | 保育科         |                | 愛媛県松山市         |
| 聖カタリナ大学短期大学部 | 保育学科       |                | 愛媛県松山市         |
| 高知学園短期大学         | 幼児保育学科   |                | 高知県高知市         |

#### 九州・沖縄地方
| 学校名                   | 学科名         | 専攻・コース名 | 所在地               |
| ------------------------ | -------------- | -------------- | -------------------- |
| 久留米信愛短期大学       | 幼児教育学科   |                | 福岡県久留米市       |
| 近畿大学九州短期大学     | 保育科         |                | 福岡県飯塚市         |
| 九州女子短期大学         | 子ども健康学科 |                | 福岡県北九州市       |
| 九州大谷短期大学         | 幼児教育学科   |                | 福岡県筑後市         |
| 香蘭女子短期大学         | 保育学科       |                | 福岡県福岡市         |
| 純真短期大学             | こども学科     |                | 福岡県福岡市         |
| 精華女子短期大学         | 幼児保育学科   |                | 福岡県福岡市         |
| 西南女学院大学短期大学部 | 保育科         |                | 福岡県北九州市       |
| 西日本短期大学           | 保育学科       |                | 福岡県福岡市         |
| 中村学園大学短期大学部   | 幼児保育学科   |                | 福岡県福岡市         |
| 東筑紫短期大学           | 保育学科       |                | 福岡県北九州市       |
| 福岡こども短期大学       | こども教育学科 |                | 福岡県太宰府市       |
| 福岡女子短期大学         | 子ども学科     |                | 福岡県太宰府市       |
| 九州龍谷短期大学         | 保育学科       |                | 佐賀県鳥栖市         |
| 佐賀女子短期大学         | こども未来学科 |                | 佐賀県佐賀市         |
| 西九州大学短期大学部     | 幼児保育学科   |                | 佐賀県佐賀市         |
| 長崎女子短期大学         | 幼児教育学科   |                | 長崎県長崎市         |
| 長崎短期大学             | 保育学科       |                | 長崎県佐世保市       |
| 尚絅大学短期大学部       | 幼児教育学科   |                | 熊本県菊池郡菊陽町   |
| 中九州短期大学           | 幼児保育学科   |                | 熊本県八代市         |
| 東九州短期大学           | 幼児教育学科   |                | 大分県中津市         |
| 別府溝部学園短期大学     | 幼児教育学科   |                | 大分県別府市         |
| 別府大学短期大学部       | 初等教育科     |                | 大分県別府市         |
| 宮崎学園短期大学         | 保育科         |                | 宮崎県宮崎市         |
| 鹿児島純心女子短期大学   | 生活学科       | こども学専攻   | 鹿児島県鹿児島市     |
| 鹿児島女子短期大学       | 児童教育学科   |                | 鹿児島県鹿児島市     |
| 第一幼児教育短期大学     | 幼児教育科     |                | 鹿児島県霧島市       |
| 沖縄キリスト教短期大学   | 保育科         |                | 沖縄県中頭郡西原町   |
| 沖縄女子短期大学         | 児童教育学科   |                | 沖縄県島尻郡与那原町 |

### 専修学校・各種学校
2021年現在、専修学校・各種学校である指定保育士養成施設は、募集停止校、および通信制を除き146校存在する。

#### 北海道
| 学校名                                     | 学科                           | 所在地             |
| ------------------------------------------ | ------------------------------ | ------------------ |
| オホーツク社会福祉専門学校                 | こども未来学科                 | 北海道北見市       |
| くしろせんもん学校                         | こども環境科                   | 北海道釧路市       |
| こども學舎                                 | 保育科保育士養成通学課程昼間部 | 北海道札幌市       |
| せいとく介護こども福祉専門学校             | こども福祉科                   | 北海道札幌市       |
| 旭川福祉専門学校                           | こども学科                     | 北海道上川郡東川町 |
| 経専北海道保育専門学校                     | こども学科                     | 北海道札幌市       |
| 札幌こども専門学校                         | 保育科                         | 北海道札幌市       |
| 専門学校北海道福祉・保育大学校保育未来学科 | 保育未来学科                   | 北海道札幌市       |
| 大原医療福祉専門学校                       | 幼児保育夜間学科               | 北海道札幌市       |
| 北海道医薬専門学校                         | 保育学科                       | 北海道札幌市       |
| 北海道福祉教育専門学校                     | こども未来学科                 | 北海道室蘭市       |

#### 東北地方
| 学校名                       | 学科                   | 所在地       |
| ---------------------------- | ---------------------- | ------------ |
| 弘前厚生学院                 | こども学科             | 青森県弘前市 |
| 東奥保育・福祉専門学院       | 保育科                 | 青森県青森市 |
| 盛岡医療福祉スポーツ専門学校 | こども未来学科         | 岩手県盛岡市 |
| 専修大学北上福祉教育専門学校 | 保育科                 | 岩手県北上市 |
| 北日本医療福祉専門学校       | こどもマイスター養成科 | 岩手県盛岡市 |
| 仙台こども専門学校           | 保育科                 | 宮城県仙台市 |
| 仙台保健福祉専門学校         | こども科               | 宮城県仙台市 |
| 仙台幼児保育専門学校         | こども保育科           | 宮城県仙台市 |
| 仙台幼児保育専門学校         | 幼児保育科             | 宮城県仙台市 |
| 郡山健康科学専門学校         | こども未来学科         | 福島県郡山市 |
| 国際ビジネス公務員大学校     | こども保育科           | 福島県郡山市 |

#### 関東地方
| 学校名                                   | 学科                                  | 所在地             |
| ---------------------------------------- | ------------------------------------- | ------------------ |
| つくば歯科福祉専門学校                   | 保育士科                              | 茨城県筑西市       |
| リリーこども＆スポーツ専門学校           | こども未来学科                        | 茨城県水戸市       |
| 筑波研究学園専門学校                     | こども未来学科                        | 茨城県土浦市       |
| 国際看護介護保育専門学校                 | こども保育学科                        | 栃木県宇都宮市     |
| 群馬パース大学福祉専門学校               | 保育学科                              | 群馬県渋川市       |
| 群馬社会福祉専門学校                     | 福祉保育学科                          | 群馬県前橋市       |
| 大原簿記情報ビジネス医療福祉保育専門学校 | こども保育学科                        | 群馬県高崎市       |
| 大泉保育福祉専門学校                     | 保育科                                | 群馬県邑楽郡大泉町 |
| 越谷保育専門学校                         | 幼稚園教諭保育士養成学科              | 埼玉県越谷市       |
| 埼玉福祉保育医療製菓調理専門学校         | 保育士科                              | 埼玉県さいたま市   |
| 大宮こども専門学校                       | 保育科                                | 埼玉県さいたま市   |
| 大原こども専門学校                       | こども保育学科                        | 埼玉県さいたま市   |
| 江戸川学園おおたかの森専門学校           | 教育・社会福祉専門課程こども福祉学科  | 千葉県流山市       |
| 成田国際福祉専門学校                     | 保育士学科                            | 千葉県成田市       |
| 千葉こども専門学校                       | 保育科                                | 千葉県千葉市       |
| 千葉女子専門学校                         | 保育科                                | 千葉県千葉市       |
| 船橋情報ビジネス専門学校                 | こども学科                            | 千葉県船橋市       |
| 大原医療保育福祉専門学校千葉校           | こども保育学科                        | 千葉県千葉市       |
| アルファ医療福祉専門学校                 | こども保育学科                        | 東京都町田市       |
| 愛国学園保育専門学校                     | 幼児教育科                            | 東京都江戸川区     |
| 学研アカデミー                           | 保育士養成コース                      | 東京都大田区       |
| 蒲田保育専門学校                         | 幼稚園教諭・保育士養成科              | 東京都大田区       |
| 玉成保育専門学校                         | 保育学科                              | 東京都杉並区       |
| 彰栄保育福祉専門学校                     | 保育科                                | 東京都文京区       |
| 聖徳大学幼児教育専門学校                 | 保育科第1部                           | 東京都港区         |
| 聖徳大学幼児教育専門学校                 | 保育科第2部                           | 東京都港区         |
| 総合学園ヒューマンアカデミー東京校       | チャイルドケアカレッジこども保育専攻  | 東京都新宿区       |
| 草苑保育専門学校                         | 保育専門課程幼稚園教員･保育士養成科   | 東京都豊島区       |
| 大原医療秘書福祉保育専門学校             | こども保育学科                        | 東京都千代田区     |
| 大原簿記公務員医療福祉保育専門学校立川校 | こども保育学科                        | 東京都立川市       |
| 竹早教員保育士養成所                     | 幼稚園教員・保育士科                  | 東京都文京区       |
| 東京YMCA社会体育・保育専門学校           | 保育科                                | 東京都江東区       |
| 東京こども専門学校                       | 保育科                                | 東京都文京区       |
| 東京教育専門学校                         | 幼稚園教諭・保育士養成科              | 東京都豊島区       |
| 東京工学院専門学校                       | 幼児教育学科                          | 東京都小金井市     |
| 東京福祉専門学校                         | こども保育科                          | 東京都江戸川区     |
| 東京福祉保育専門学校                     | 社会福祉専門課程こども学科            | 東京都豊島区       |
| 東京保育医療秘書専門学校                 | 保育科                                | 東京都立川市       |
| 東京保育専門学校                         | 保育科１部                            | 東京都杉並区       |
| 東京保育専門学校                         | 保育科２部                            | 東京都杉並区       |
| 東京未来大学福祉保育専門学校             | 保育科                                | 東京都足立区       |
| 道灌山学園保育福祉専門学校               | 幼稚園教員･保育士養成科第Ⅰ部          | 東京都荒川区       |
| 道灌山学園保育福祉専門学校               | 幼稚園教員･保育士養成科第Ⅱ部          | 東京都荒川区       |
| 道灌山学園保育福祉専門学校               | 幼稚園教員養成科第Ⅱ部保育士専攻コース | 東京都荒川区       |
| 日本ウェルネス保育専門学校               | こども保育学科                        | 東京都千代田区     |
| 日本ウェルネス保育専門学校               | こども保育学科夜間部                  | 東京都千代田区     |
| 日本デザイン福祉専門学校                 | 保育こどもデザイン学科                | 東京都渋谷区       |
| 日本工学院八王子専門学校                 | こども学科                            | 東京都八王子市     |
| 日本児童教育専門学校                     | 総合子ども学科                        | 東京都新宿区       |
| 日本児童教育専門学校                     | 保育福祉科                            | 東京都新宿区       |
| 八王子保育専門学院                       | 保育士養成科                          | 東京都八王子市     |
| 横浜こども専門学校                       | 保育科                                | 神奈川県横浜市     |
| 横浜高等教育専門学校                     | 児童科保育課程                        | 神奈川県横浜市     |
| 横浜保育福祉専門学校                     | 保育こども学科                        | 神奈川県横浜市     |
| 岩谷学園テクノビジネス横浜保育専門学校   | 保育士養成科                          | 神奈川県横浜市     |
| 聖ヶ丘教育福祉専門学校                   | 第一部保育士養成科                    | 神奈川県横浜市     |
| 聖ヶ丘教育福祉専門学校                   | 第一部幼稚園教員・保育士養成科        | 神奈川県横浜市     |
| 聖ヶ丘教育福祉専門学校                   | 第二部幼稚園教員・保育士養成科        | 神奈川県横浜市     |
| 総合学園ヒューマンアカデミー横浜校       | チャイルドケアカレッジこども保育専攻  | 神奈川県横浜市     |
| 大原医療秘書福祉保育専門学校横浜校       | こども保育学科                        | 神奈川県横浜市     |

#### 中部地方
| 学校名                                         | 学科                               | 所在地         |
| ---------------------------------------------- | ---------------------------------- | -------------- |
| にいがた製菓・調理専門学校                     | えぷろん保育科                     | 新潟県新潟市   |
| ひまわり幼児教育専門学院                       | こども学科                         | 新潟県新潟市   |
| 国際こども・福祉カレッジ                       | こども保育学科                     | 新潟県新潟市   |
| 新潟こども医療専門学校                         | こども学科                         | 新潟県新潟市   |
| 新潟こども保育カレッジ                         | こども保育科                       | 新潟県新潟市   |
| 長岡こども･医療・介護専門学校                  | こども保育幼稚園科                 | 新潟県長岡市   |
| 長岡こども福祉カレッジ                         | こども保育科                       | 新潟県長岡市   |
| 日本こども福祉専門学校                         | こども保育学科                     | 新潟県新潟市   |
| 北陸福祉保育専門学院                           | こども学科                         | 新潟県長岡市   |
| 高岡第一学園幼稚園教諭・保育士養成所           |                                    | 富山県高岡市   |
| 石川県立保育専門学園                           | 保育学科                           | 石川県金沢市   |
| 福井県医療福祉専門学校                         | こども・介護学科                   | 福井県福井市   |
| 大原簿記情報ビジネス医療福祉保育専門学校甲府校 | こども保育学科                     | 山梨県甲府市   |
| 長野県福祉大学校                               | 保育学科                           | 長野県諏訪市   |
| 文化学園長野保育専門学校                       | 保育科                             | 長野県長野市   |
| 静岡こども福祉専門学校                         | こども未来学科                     | 静岡県磐田市   |
| 静岡福祉医療専門学校                           | 子ども心理学科                     | 静岡県静岡市   |
| 東海こども専門学校                             | こども学科                         | 静岡県浜松市   |
| 浜松未来総合専門学校                           | 未来こども科                       | 静岡県浜松市   |
| 慈恵福祉保育専門学校                           | 保育学科                           | 愛知県岡崎市   |
| 中部福祉保育医療専門学校                       | こども保育教育学科                 | 愛知県豊川市   |
| 名古屋こども専門学校                           | 保育科                             | 愛知県名古屋市 |
| 名古屋芸術大学保育専門学校                     | 教育・社会福祉専門課程保育科       | 愛知県名古屋市 |
| 名古屋芸術大学保育専門学校                     | 教育・社会福祉専門課程保育科第二部 | 愛知県名古屋市 |
| 名古屋文化学園保育専門学校                     | 保育科第一部幼稚園教員保育士コース | 愛知県名古屋市 |
| 名古屋文化学園保育専門学校                     | 保育科第二部幼稚園教員保育士コース | 愛知県名古屋市 |

#### 近畿地方
| 学校名                             | 学科                                       | 所在地             |
| ---------------------------------- | ------------------------------------------ | ------------------ |
| 京都保育福祉専門学院               | 保育科                                     | 京都府京都市       |
| 総合学園ヒューマンアカデミー大阪校 | チャイルドケアカレッジこども保育専攻       | 大阪府大阪市       |
| 大阪こども専門学校                 | 保育科                                     | 大阪府大阪市       |
| 大阪教育福祉専門学校               | 教育保育科第一部                           | 大阪府大阪市       |
| 大阪教育福祉専門学校               | 教育保育科第二部                           | 大阪府大阪市       |
| 大阪健康ほいく専門学校             | 保育科                                     | 大阪府泉大津市     |
| 大阪保育こども教育専門学校         | 保育養成学科                               | 大阪府大阪市       |
| 大阪保育福祉専門学校               | 総合こども学科                             | 大阪府三島郡島本町 |
| 大阪保健福祉専門学校               | 教育・社会福祉専門課程保健保育科昼夜開講制 | 大阪府大阪市       |
| 南海福祉看護専門学校               | 児童福祉科                                 | 大阪府高石市       |
| 日本メディカル福祉専門学校         | こども福祉学科                             | 大阪府大阪市       |
| 箕面学園福祉保育専門学校           | 保育科                                     | 大阪府箕面市       |
| 関西保育福祉専門学校               | 保育専門課程保育科                         | 兵庫県尼崎市       |
| 神戸こども総合専門学院             | 社会福祉専門課程保育科                     | 兵庫県神戸市       |
| 神戸元町こども専門学校             | 保育科                                     | 兵庫県神戸市       |
| 大原保育スポーツ医療専門学校姫路校 | 保育学科                                   | 兵庫県姫路市       |
| 姫路ハーベスト医療福祉専門学校     | 社会福祉専門課程こども保育学科             | 兵庫県姫路市       |
| 姫路福祉保育専門学校               | 保育こども学科                             | 兵庫県姫路市       |
| 奈良保育学院                       | 教育保育専門課程保育科                     | 奈良県奈良市       |

#### 中国地方
| 学校名                                 | 学科                                 | 所在地       |
| -------------------------------------- | ------------------------------------ | ------------ |
| トリニティカレッジ出雲医療福祉専門学校 | こども保育学科                       | 島根県出雲市 |
| 出雲コアカレッジ                       | こども福祉科                         | 島根県出雲市 |
| 松江総合ビジネスカレッジ               | こども総合学科                       | 島根県松江市 |
| 旭川荘厚生専門学院                     | 児童福祉学科                         | 岡山県岡山市 |
| 専門学校岡山情報ビジネス学院           | 保育学科                             | 岡山県岡山市 |
| 穴吹国際みらい専門学校                 | こども保育学科                       | 広島県福山市 |
| 広島医療秘書こども専門学校             | 保育科                               | 広島県広島市 |
| 広島国際医療福祉専門学校               | 人間総合福祉学科こども保育コース     | 広島県広島市 |
| 総合学園ヒューマンアカデミー広島校     | チャイルドケアカレッジこども保育専攻 | 広島県広島市 |

#### 四国地方
| 学校名                             | 学科                 | 所在地       |
| ---------------------------------- | -------------------- | ------------ |
| 専門学校健祥会学園                 | 保育学科             | 徳島県徳島市 |
| 専門学校徳島穴吹カレッジ           | こども保育学科       | 徳島県徳島市 |
| 守里会看護福祉専門学校             | 保育学科昼間部コース | 香川県高松市 |
| 守里会看護福祉専門学校             | 保育学科夜間主コース | 香川県高松市 |
| 専門学校穴吹パティシエ福祉カレッジ | こども保育学科       | 香川県高松市 |
| 河原医療福祉専門学校               | こども未来科         | 愛媛県松山市 |
| 高知福祉専門学校                   | こども福祉学科       | 高知県高知市 |
| 龍馬看護ふくし専門学校             | 子ども未来学科       | 高知県高知市 |

#### 九州・沖縄地方
| 学校名                             | 学科                                 | 所在地                 |
| ---------------------------------- | ------------------------------------ | ---------------------- |
| 総合学園ヒューマンアカデミー福岡校 | チャイルドケアカレッジこども保育専攻 | 福岡県福岡市           |
| 大原保育医療福祉専門学校福岡校     | 保育福祉学科                         | 福岡県福岡市           |
| 福岡こども専門学校                 | 保育科                               | 福岡県福岡市           |
| 北九州保育福祉専門学校             | 教育専門課程幼児教育科               | 福岡県京都郡苅田町     |
| 専門学校湖東カレッジ唐人町校       | こども学科                           | 熊本県熊本市           |
| 大原保育医療福祉専門学校熊本校     | 保育福祉学科                         | 熊本県熊本市           |
| 大分保育専門学校                   |                                      | 大分県大分市           |
| 宮崎医療管理専門学校               | こども科                             | 宮崎県宮崎市           |
| 鹿児島キャリアデザイン専門学校     | こども学科                           | 鹿児島県鹿児島市       |
| 神村学園専修学校                   | こども学科                           | 鹿児島県いちき串木野市 |
| ソーシャルワーク専門学校           | こども未来学科                       | 沖縄県中頭郡北中城村   |
| 沖縄こども専門学校                 | 保育科                               | 沖縄県那覇市           |
| 沖縄福祉保育専門学校               | こども未来学科                       | 沖縄県那覇市           |

### 高等学校 (専攻科)
2021年現在、高等学校の専攻科である指定保育士養成施設は、2校存在する。
| 学校名           | 学科                 | 所在地         |
| ---------------- | -------------------- | -------------- |
| 盛岡誠桜高等学校 | 専攻科子ども未来学科 | 岩手県盛岡市   |
| 龍桜高等学校     | 保育専攻科           | 鹿児島県姶良市 |

### 通信制

#### 大学
2021年現在、大学である通信制の指定保育士養成施設は、9校存在する。
| 学校名           | 学部               | 学科               | 専攻・コース                 | 所在地               |
| ---------------- | ------------------ | ------------------ | ---------------------------- | -------------------- |
| 佛教大学         | 教育学部           | 教育学科           | 通信教育課程                 | 京都府京都市         |
| 佛教大学         | 社会福祉学部       | 社会福祉学科       | 通信教育課程                 | 京都府京都市         |
| 星槎道都大学     |                    | 通信教育科         | 指定保育士養成課程           | 北海道北広島市       |
| 東京福祉大学     | 保育児童学部       | 保育児童学科       | 通信教育課程                 | 群馬県伊勢崎市       |
| 聖徳大学         | 通信教育部児童学部 | 児童学科           |                              | 千葉県松戸市         |
| 明星大学         | 教育学部           | 教育学科           | 通信教育課程保育士養成課程   | 東京都日野市         |
| 大阪芸術大学     | 通信教育部芸術学部 | 初等芸術教育学科   |                              | 大阪府南河内郡河南町 |
| 神戸親和女子大学 | 発達教育学部       | 児童教育学科       | 通信教育部保育学コース       | 兵庫県神戸市         |
| 姫路大学         | 教育学部           | こども未来学科     | 通信教育課程保育士養成コース | 兵庫県姫路市         |
| 吉備国際大学     | 通信教育部心理学部 | 子ども発達教育学科 |                              | 岡山県高梁市         |

#### 短期大学
2021年現在、短期大学である通信制の指定保育士養成施設は、7校存在する。
| 学校名                 | 学科                   | 専攻・コース                     | 所在地           |
| ---------------------- | ---------------------- | -------------------------------- | ---------------- |
| 東京福祉大学短期大学部 | こども学科             | こども教育・保育専攻通信教育課程 | 群馬県伊勢崎市   |
| 聖徳大学短期大学部     | 通信教育部保育科       |                                  | 千葉県松戸市     |
| 帝京短期大学           | こども教育学科         | こども教育専攻通信教育課程       | 東京都渋谷区     |
| 小田原短期大学         | 保育学科通信教育課程   |                                  | 神奈川県小田原市 |
| 大阪芸術大学短期大学部 | 通信教育部保育学科     | 保育コース                       | 大阪府大阪市     |
| 豊岡短期大学           | 通信教育学部こども学科 | 保育専攻                         | 兵庫県豊岡市     |
| 近畿大学九州短期大学   | 通信教育部保育科       |                                  | 福岡県飯塚市     |

#### 専修学校・各種学校
2021年現在、専修学校または各種学校である通信制の指定保育士養成施設は、4校存在する。
| 学校名                     | 学科                       | 所在地       |
| -------------------------- | -------------------------- | ------------ |
| 筑波研究学園専門学校       | こども未来学科通信教育課程 | 茨城県土浦市 |
| 日本メディカル福祉専門学校 | 保育士科                   | 大阪府大阪市 |
| 大阪保健福祉専門学校       | 保育士通信教育科           | 大阪府大阪市 |
| 沖縄福祉保育専門学校       | 保育通信科                 | 沖縄県那覇市 |